# Nikki Blonsky
Nikki Blonsky, pseudonimo di Nicole Blonsky (Great Neck, 9 novembre 1988), è un'attrice e cantante statunitense.

## Biografia
Figlia di Karen, assistente scolastica, e di Carl Blonsky, controllore municipale per l'inquinamento idrico, ha un fratello di nome Joe. Si diploma alla Great neck village School.
Nel 2007, viene scelta per interpretare Tracy Turnblad, la protagonista del film Hairspray, remake di Grasso è bello di Adam Shankman insieme a John Travolta e Zac Efron. Questo è il suo primo film, prima di debuttare nel mondo del cinema lavorava in una gelateria. 
Nel 2008 recita nel film Harolde partecipa, assieme a Zac Efron, alla trasmissione televisiva italiana Il treno dei desideri, presentata da Antonella Clerici.
Nel giugno 2020 ha fatto coming out, annunciando la sua omosessualità su TikTok.

## Filmografia

### Cinema
- Hairspray - Grasso è bello, regia di Adam Shankman (2007)
- Harold, regia di T. Sean Shannon (2008)
- Waiting for Forever, regia di James Keach (2010)
- Geography Club, regia di Gary Entin (2013)
- The English Teacher, regia di Craig Zisk (2013)
- Bosco, regia di Nicholas Manuel Pino (2024)

### Televisione
- Una reginetta molto speciale (Queen Sized), regia di Peter Levin - film TV (2008)
- Ugly Betty - serie TV, 1 episodio (2009)
- Valemont - serie TV (2009)
- Huge - Amici extralarge (Huge) - serie TV (2010)

## Premi e riconoscimenti
Young Hollywood Awards
- 2007 - Vinto - Attrice da tenere d'occhio

Critics' Choice Movie Award
- 2008 - Nomination - Miglior canzone per Come So Far (Got So Far To Go)

Golden Globe
- 2008 - Nomination - Miglior attrice in film commedia per Hairspray - Grasso è bello

Screen Actors Guild Awards
- 2008 - Nomination - Miglior cast cinematografico per Hairspray - Grasso è bello

MTV Movie Award
- 2008 - Nomination - Miglior performance rivelazione per Hairspray - Grasso è bello

Teen Choice Awards
- 2010 - Nomination - Miglior attrice televisiva per Huge - Amici extralarge

## Doppiatrici italiane
Nelle versioni in italiano dei suoi lavori, Nikki Blonsky è stata doppiata da:
- Letizia Scifoni in Hairspray - Grasso è bello, Valemont, Huge - Amici extralarge
- Ilaria Giorgino in The English Teacher